# Speedway
För andra betydelser, se Speedway (olika betydelser).

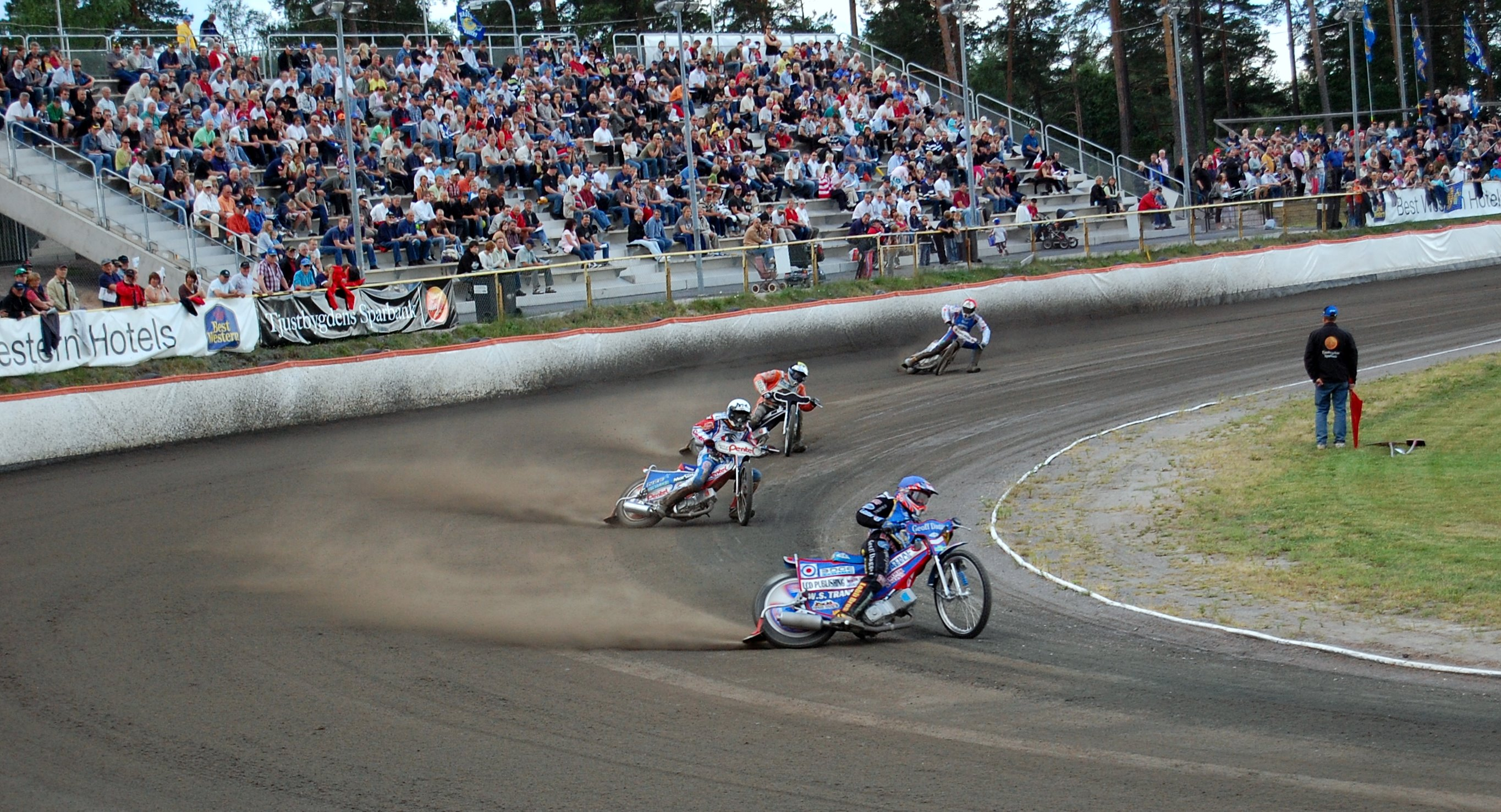
En vänstersväng

Speedway står i Europa för en motorsport, där man tävlar med speciella motorcyklar på en doserad rundbana.

## Regler
En speedwaymatch körs mellan två lag bestående av sju förare. Förare sex och sju kallas "reserver". Hemmalaget kör i röd och blå huva, bortalaget i vit och gul. I Sverige är samlingsnamnet för speedway, isracing, flat track, gräsbana och långbana den engelska termen track racing efter arenan de genomförs på.

### Förkortningar
- OK - Förare enligt program
- N - Kom ej till start
- FN - Fall, kom ej till omstart
- F - Fall
- X - Utesluten
- TT - Touch Tape
- R - Stopp
- RR - Riders Replacement
- M - Utesluten på grund av tvåminutersregeln

## Utrustning
De motorcyklar som används är extremt specialiserade för att köras i tävling på ovalbana. Reglerna förbjuder växellåda och broms, vilket gör att man vid stillastående med motorn igång antingen måste hålla in kopplingshandtaget eller tippa upp cykeln så att bakhjulet snurrar i luften. På speedwaycykelns högra sida finns ett stöd för det ändamålet. Eftersom man bara kör i vänsterkurva och raksträcka lutar man aldrig åt höger under körningen. I kurvorna släpar föraren med vänsterfoten och sladdar ut med bakhjulet.

## Banan
En speedwaybanas längd beräknas 1 meter från innerkant och måste minst vara 250 meter och max 450 meter lång. Raksträckorna ska minst vara 10 meter breda och kurvorna minst 14 meter breda. Man tävlar på en doserad rundbana; tillfälligt uppbyggda banor kan dock vara odoserade. Ytbeläggningen ska bestå av malen granit, tegelmjöl, slagg från högförbränningsugnar eller med dessa exempel jämförbart material, väl inarbetat i underlaget.

## Tävlingsformat

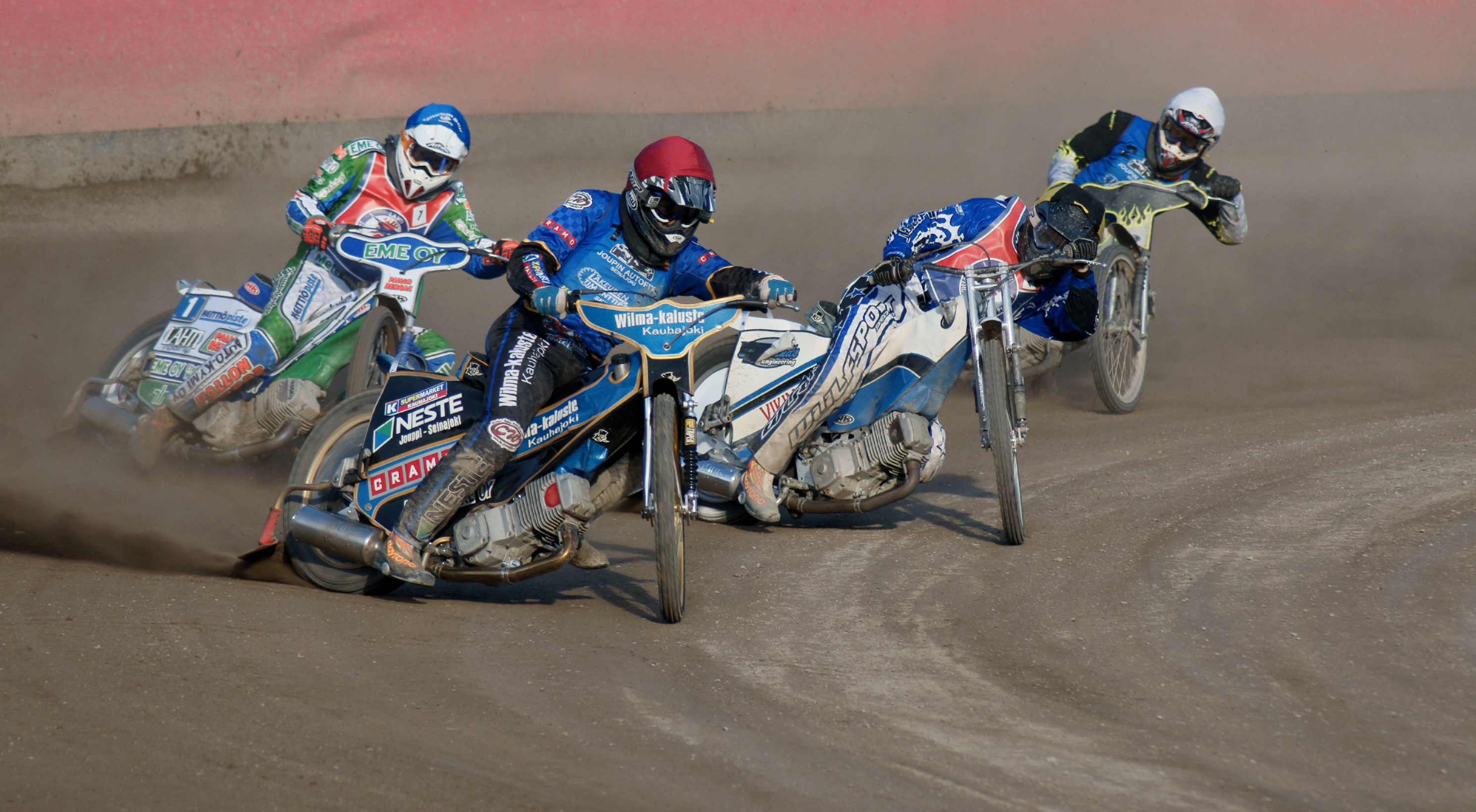
Ännu en vänstersväng

En lagmatch består from 2011 av 14 heat + final (tidigare 16 heat), vilka körs i fyra vänstervarv. I varje heat tävlar fyra förare, två från varje lag efter ett fast körschema, mot varandra.
För att känneteckna förarna i ett heat används hjälmhuvor av tyg som är röd, blå, vit och gul. I lagspeedway har alltid hemmalaget röd och blå hjälmfärg.
Heat 2 och 11 är så kallade "reservheat" vilka körs av de mindre rutinerade förarna. De sista heaten är så kallade "nomineringsheat". I sista heatet kör de ordinarie förare som kört in flest poäng sammanlagt under de tidigare heaten.
Toppning är tillåtet i heat 6-14 vid underläge med minst sex poäng. En reservförare får dock bytas ut mot den andre reserven i vilket heat som helst. En reserv får toppas bort mot en ordinarie förare mer än en gång, dock inte mot samma ordinarie förare. Numera har man med en åttondeförare, men som endast kan ersätta en reservförare. Från 2006 får man inte toppa i heat 11, det vill säga det andra renodlade reservheatet. Från 2007 finns inte längre juniorserien.

## Poäng
Vinnande förare i ett heat får 3 poäng, tvåan får 2, trean får 1 och fyran 0 poäng. En "femetta" betyder att endera lagets båda förare placerar sig som etta och tvåa och tar maximalt möjliga poäng i ett heat vilket endast ger motståndaren möjlighet att få en poäng.
Innan 2006 fanns det ett bonussystem som nu inte längre används. En förare som kommer tvåa eller trea efter sin egen lagkamrat, fick då 1 bonuspoäng. Denna poäng är dock individuell och räknas inte in i lagresultatet.
En vunnen match ger laget 2 poäng, en oavgjord match ger 1 poäng och en förlorad match ger 0 poäng. Det lag som efter hemma- och bortamatcherna mot samma motståndare sammanlagt erhållit flest lagpoäng, får 1 bonuspoäng.
För att inte ett och samma lag ska kunna knyta till sig alla toppförare finns ett system med poängsnitt för individen och laget. Det innebär att varje förare är belastad med poängsnitt, baserat på resultat under föregående år. Lägsta värdet är 2,00 och toppförarna kan ha över 10,00. För laget finns ett tak på 42,50 för varje match, räknat på 7-mannalag. I praktiken innebär systemet att ett lag inte kan dominera sporten år efter år, eftersom taksnittet höjs vid sportsliga framgångar och man måste då byta ut förare.

## Motorcyklar

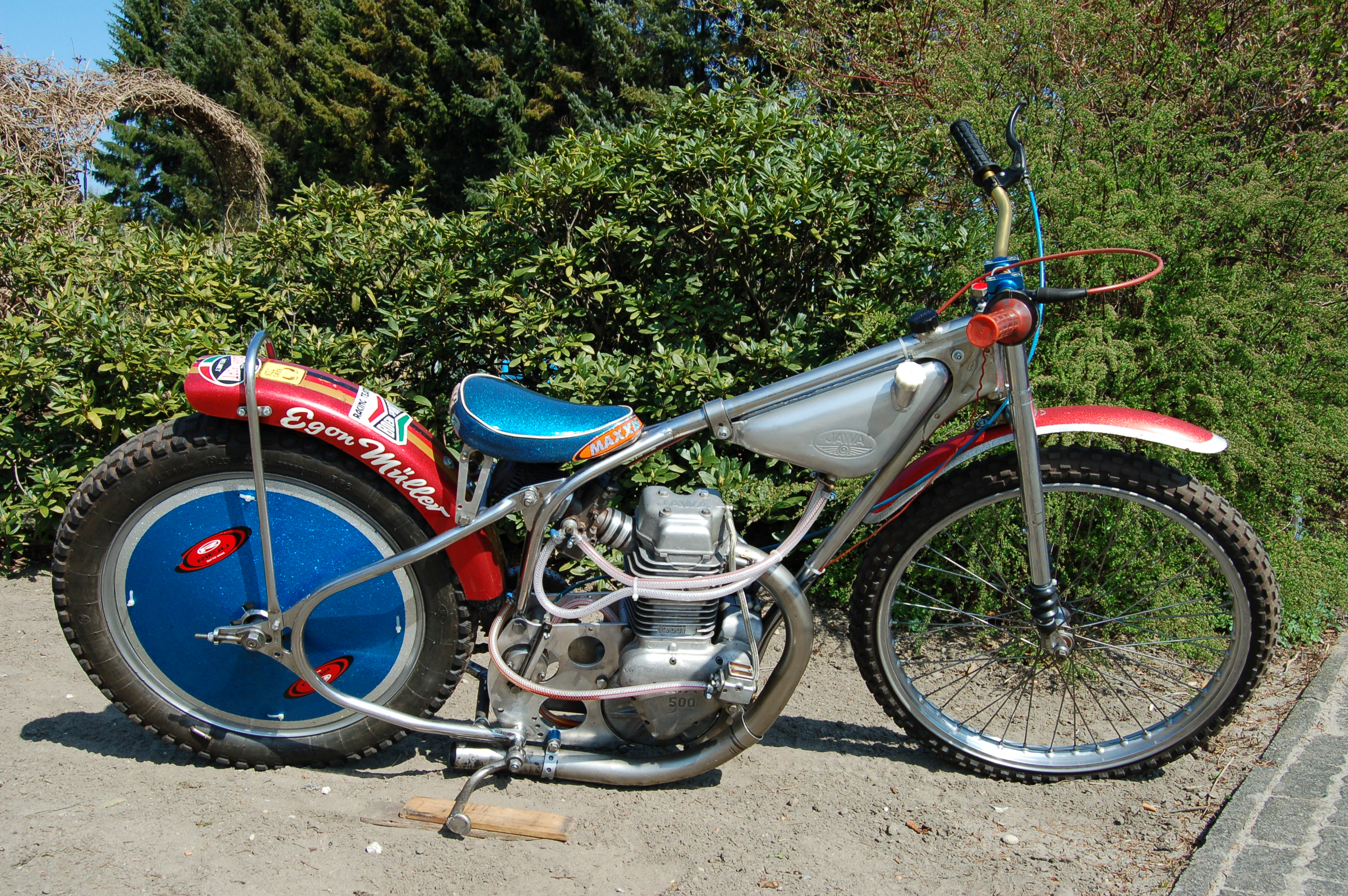
Egon Müllers Jawa Speedway med 500 cc motor

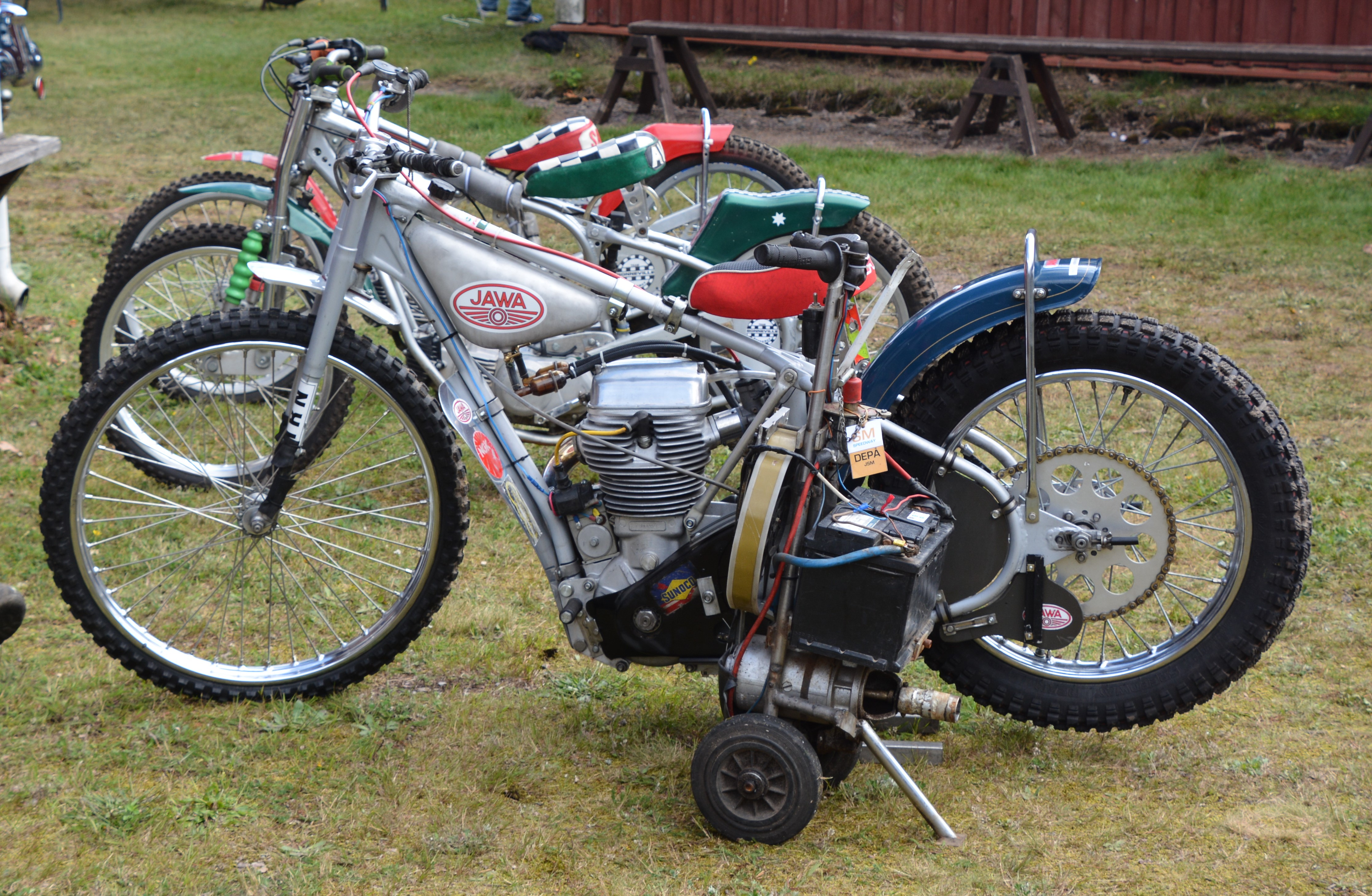
Jawa speedwaymotorcykel med tändvagn utanför Speedwaymuseum i Målilla

Inom speedway används en unik typ av motorcykel som bestäms av FIM:s "Track Racing Technical Rules". Tidigare användes motorcyklar med stående motor men idag använder de flesta professionella liggande motorer med argumentet att de är enklare att hantera. Speedwaymotorcyklar använder inte någon broms vilket är enligt reglerna. De får dessutom endast drivas med hjälp av ren metanol, endast använda en växel och väga minst 77 kg.
Motorcyklarna måste:
- Väga minst 77 kg (otankad).
- Använda en fyrtakts-, encylindrig motor med en förgasare och ett tändstift som har en maximal slagvolym på 500cc.
- Drivas på metanol utan tillsatser.
- Använda en godkänd ljuddämpare.
- Motorcykeln ska vara försedd med en fabrikstillverkad anordning som omedelbart stannar motorn då föraren lämnar motorcykeln vid omkullkörning. Denna anordning ska utlösa åt alla håll och utlösningslinan ska vara säkert fäst vid förarens högra handled när motorn är igång, om motorcykeln inte står på stödet.

Motorcyklarna får inte:
- Ha ramkonstruktion, styre, framgaffel sving med tillhörande skruvar/bultar och hjulaxlar tillverkad i titan.
- Använda oskyddade keramiska delar.
- Använda elektroniska komponenter för att styra motorn.
- Vara utrustade med bromsar.
- Kompressormatning och turboladdning är förbjuden.[1]

## Speedway internationellt
Det första Världsmästerskapet i speedway kördes 1936 på Wembley i London och vanns av Lionel Van Praag från Australien. Därefter har, som tidigare framgått, många andra färgstarka förare blivit individuella världsmästare i speedway. VM i speedway ersattes 1995 av FIM Speedway Grand Prix.
De tre största speedwayligorna körs i Polen, Sverige och England. Många förare kör i alla tre ligorna varje vecka under säsongen. Framförallt Polen har en enorm bredd när det gäller att få fram nya förare och ett stort publikintresse. England hade länge den enda proffsligan i världen, men där är sporten på klar tillbakagång. Att Sverige numera har en internationell liga är en prestation eftersom sporten här har en smal bas. Under 60 år har dock Sverige hela tiden producerat världsstjärnor.
Danmark etablerade sig som en framstående speedwaynation på 1970-talet och har sedan dess nått mycket stora framgångar. Klassiska speedwayländer är också Australien och Nya Zeeland. På 1980-talet nådde förare från USA stora framgångar, men där har speedwayen numera dött ut. I mindre omfattning körs speedway också i Ryssland, Baltikum, Finland, Tjeckien, Slovenien, Italien och Tyskland.

## Speedway i Sverige
Det nationella idrottsförbundet för speedway i Sverige är Svenska Motorcykel- och Snöskoterförbundet (Svemo). Förbundet samlar alla som vill träna och tävla med motorcykel och snöskoter och försäkrar och utbildar förare, tränare och ledare på nationell och lokal nivå. Svemo skriver också regler och godkänner banor. Tävlingsgrenarna är dragracing, enduro, isbana, isracing, minimoto, motocross, roadracing, skotercross, speedway, supermoto och trial.
Sverige har rönt internationella framgångar inom speedway, bland annat har Tony Rickardsson har blivit världsmästare sex gånger och Ove Fundin fem gånger.
På grund av ljudnivån har sporten problem med att finna tävlingsarenor i de svenska storstäderna. Däremot finns en historisk förankring och speedwaykultur på mindre orter, som till exempel Avesta, Eskilstuna, Gislaved, Hagfors, Hallstavik, Kumla, Linköping, Malmö, Mariestad, Motala, Målilla, Nyköping, Vetlanda och Västervik.

### Regeländring
Efter ett antal incidenter och Kenny Olssons dödsolycka i juni 2007 infördes varningar för vårdslös körning i svensk speedway. En förare som får sin andra varning stängs av från efterföljande match. Efter fyra varningar stängs föraren av resten av säsongen och någon ersättningsförare tillåts ej.

### Svenska förare i urval
- Åke Andersson
- Daniel Davidsson
- Jonas Davidsson
- Fredrik Engman
- Ove Fundin
- Simon Gustafsson
- Hans Holmqvist
- Tomas H. Jonasson
- Andreas Jonsson
- Peter Karlsson
- Sune Karlsson
- Björn Knutsson
- Antonio Lindbäck
- Fredrik Lindgren
- Peter Ljung
- Anders Michanek
- Daniel Nermark
- Olle Nygren, "Varg-Olle"
- Kim Nilsson
- Tony Rickardsson
- Conny Samuelsson
- Linus Sundström
- Rune Sörmander
- Anders Thunborg
- Magnus Zetterström
- Tommy Jansson (omkom i krasch på Gubbängens IP 1976)

## Svenska VM-titlar
- Tony Rickardsson - 1994, 1998, 1999, 2001, 2002, 2005
- Per Jonsson - 1990
- Anders Michanek - 1974
- Björn Knutsson - 1965
- Ove Fundin - 1956, 1960, 1961, 1963, 1967

## VM-titlar per förare
| VM-titlar | Förare | Land |
| --------- | --- | --- |
| 6         | Ivan Mauger Tony Rickardsson | Nya Zeeland Sverige |
| 5         | Ove Fundin | Sverige |
| 4         | Hans Nielsen Barry Briggs Greg Hancock Bartosz Zmarzlik | Danmark Nya Zeeland USA Polen                                                                                                |
| 3         | Ole Olsen Erik Gundersen Nicki Pedersen Jason Crump Tai Woffinden | Danmark Danmark Australien England                                                                                           |
| 2         | Fred Williams Jack Young Ronnie Moore Peter Craven Bruce Penhall | England Australien Nya Zeeland England USA                                                                                   |
| 1         | Tomasz Gollob Jan O. Pedersen Peter Collins Tommy Price Björn Knutsson Jerzy Szczakiel Anders Michanek Michael Lee Egon Müller Per Jonsson Gary Havelock Sam Ermolenko Billy Hamill Mark Loram Lionel Van Praag Jack Milne Bluey Wilkinson Chris Holder Jason Doyle Artem Laguta | Polen Danmark England Sverige Polen Sverige England Västtyskland Sverige England USA England Australien USA Australien Polen |

### VM-titlar per nation
- Sverige – 14 (1956, 1960, 1961, 1963, 1965, 1967, 1974, 1990, 1994, 1998, 1999, 2001, 2002, 2005)
- Danmark – 14 (1971, 1975, 1978, 1984, 1985, 1986, 1987, 1988, 1989, 1991, 1995, 2003, 2007, 2008)
- Nya Zeeland – 12 (1954, 1957, 1958, 1959, 1964, 1966, 1968, 1969, 1970, 1972, 1977, 1979)
- Storbritannien – 12 (1949, 1950, 1953, 1955, 1962, 1976, 1980, 1992, 2000, 2013, 2015, 2018)
- Australien – 9 (1936, 1938, 1951, 1952, 2004, 2006, 2009, 2012, 2017)
- USA – 9 (1937, 1981, 1982, 1993, 1996, 1997, 2011, 2014, 2016)
- Polen – 6 (1973, 2010, 2019, 2020, 2022, 2023)
- Västtyskland – 1 (1983)
- Ryssland - 1 (2021)

## Speedway på frimärke
- Svenska Posten gav 2002 ut ett frimärke med speedwaymotiv. Motivet var "Varg-Olle Nygren", som på det sättet förevigade sig själv och sporten.

- Den 5 oktober 2005 gav Posten ut en frimärksserie med motorcykelsport. På de två frimärken som ägnas åt speedway syns svensken Ove Fundin, flerfaldig världsmästare under 1950- och 60-talen och Tony Rickardsson, Sveriges framgångsrike världsmästare i speedway under 1990-talet och 2000-talets första decennium.